# Hilmar Trede
Hilmar Ehlert Trede (* 28. Dezember 1902 in Wankendorf; † 11. Februar 1947 in Freiburg im Breisgau) war ein deutscher Musikwissenschaftler.

## Leben
Trede war Sohn eines Arztes und studierte Musikwissenschaft in Leipzig. Hier lernte er 1926 Gertrud Daus kennen, die er im folgenden Jahr heiratete.
Hilmar Trede und Gertrud Daus lebten zunächst noch in Leipzig, zogen 1928 aber nach Hamburg, wo Hilmar Trede Leiter der Hamburger Volksmusikschule und Lektor bei dem auf alte Musik spezialisierten und von Hans Henny Jahnn mitgegründeten Ugrino-Verlags wurde.
Hilmar Trede wechselte im Oktober 1930 als Musikerzieher an die von Max Bondy geleitete Schule Marienau, wo auch Gertrud Trede an der musischen Erziehung der Kinder mitwirkte. Hilmar Trede lernte hier die Krankenschwester und Werkschülerin Ursula Franz kennen. Er ließ sich von Gertud scheiden und heiratete im November 1932 Ursula Franz. Dieser Ehe entstammen der 1933 geborene Sohn Yngve Jan Trede, Patenkind von Hans Henny Jahnn, sowie drei weitere Kinder.
Hilmar Trede starb 1947 an Tuberkulose und wurde auf dem Friedhof in Hinterzarten beerdigt. Er hinterließ ein umfangreiches musikwissenschaftliches Werk.